# Thrixspermum clavatum
Thrixspermum clavatum är en orkidéart som först beskrevs av J.König, och fick sitt nu gällande namn av Leslie Andrew Garay. Thrixspermum clavatum ingår i släktet Thrixspermum och familjen orkidéer. Inga underarter finns listade i Catalogue of Life.